# Route du Littoral
Pour les articles homonymes, voir Route du littoral et Route en corniche.
Ne doit pas être confondu avec Nouvelle route du Littoral.
 (septembre 2016).
Améliorez-le ou discutez des points à vérifier. 

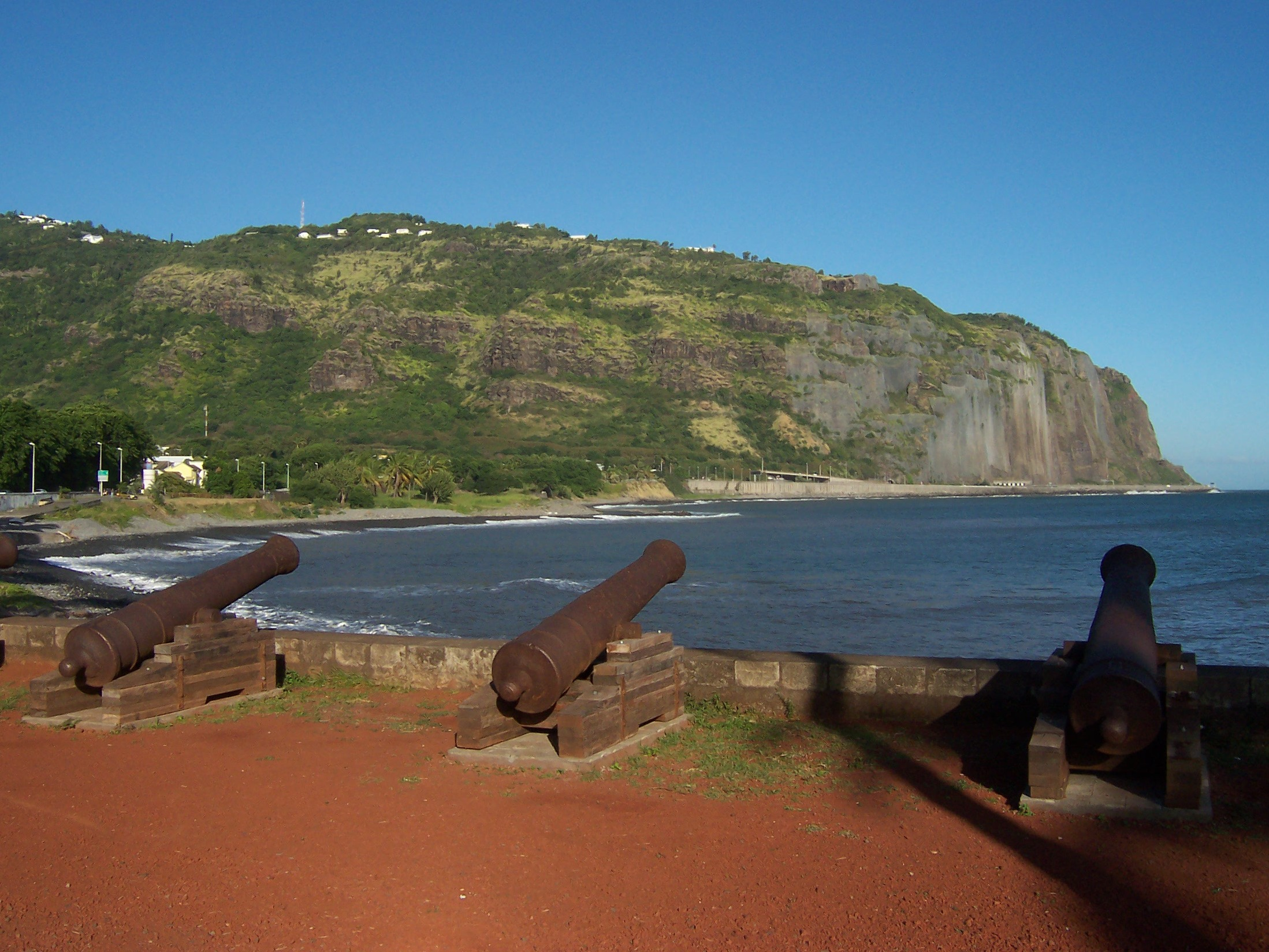
La route du Littoral vue depuis Le Barachois.

La route du Littoral ou route en Corniche est une section de treize kilomètres de long de la route nationale 1 reliant Saint-Denis et La Possession, à La Réunion. Créée en 1963, les travaux de terrassement ont été réalisés par l'artillerie de la Marine Française lors d'exercices militaires. On pouvait alors observer les destroyers au large de la côte. Élargie en 1976, elle devait être remplacée en 2020 par la Nouvelle route du Littoral Cette dernière n'est toujours pas ouverte et connait des retards de construction importants (seule une moitié est construite début 2022), ainsi que des malfaçons et des difficultés de financement.
Cette 2x2 voies a la particularité d'être située au pied d'une falaise géologiquement instable d'où tombent régulièrement de très gros blocs rocheux, particulièrement après un épisode pluvieux. Ces chutes ont fait 23 morts de l'ouverture de la route à 2012. Aussi, en cas de houle cyclonique, la route est basculée, c’est-à-dire interdite pour moitié et devient une 2+1 voies. C'est le cas en moyenne 64 jours par an. Aujourd'hui, en 2022, la route est basculée suivant une équation 2+1 lorsqu'une situation extraordinaire l'impose. Il y a donc, selon les conditions météorologiques, un basculement côté mer ou côté montagne. Le basculement côté mer est pratiqué après de forte intempéries pour éloigner la circulation des possibles éboulements. Le basculement côté montagne est quant à lui pratiqué pendant les épisodes de forte houle, lorsque la mer submerge les voies côté mer. Le choix du basculement est surtout destiné à sauvegarder les intérêts de la « préfecture » au sens administratif de l'expression : une coupure totale de cet axe ralentit fortement le passage des voitures vers le nord et l'ouest de l’île, celles-ci doivent alors emprunter la RD41, un axe tortueux et impraticable pour les poids-lourds.

## Processus de basculement
Le basculement de la route a lieu pour les raisons et selon les modalités décrites plus tôt. Pour l'effectuer, le service des routes de la Région Réunion a recours à deux engins surnommés Lady et Lafé (un "ladilafé" désigne en créole réunionnais une rumeur). Ces deux engins opérant toujours ensemble servent à déplacer les chaînes de blocs parcourant la route du littoral sur toute sa longueur. C'est le déplacement de ces chaines de blocs qui permet de diviser les voies en 2+1 et ainsi de basculer la route. 

## Historique
Elle a été ouverte en 1963 puis élargie à 4 voies en 1976. Elle a coûté 230 millions de francs. La réfection continuelle des voies et des montants érodés par la mer la rend très chère à entretenir.
Le 9 décembre 2009, le président du Conseil régional de La Réunion, Paul Vergès a signé l'arrêté modifiant les seuils de basculement de la route du littoral.
Un coûteux programme de recouvrement de la falaise par des filets de protection a été réalisé.
Le 12 janvier 2010, le vice-président de la région chargé de l'aménagement Philippe Berne a annoncé que la programmation des travaux de la route du littoral est prévue pour 2012 et sa livraison en 2020.
Le ségatier Michel Admette a chanté La route en corniche.

### Projets d'amélioration
La DDE semble s'orienter vers une route sur pilotis, plus 1,5 km de tunnel à l’arrivée sur le chef-lieu mais refuse de laisser consulter son dossier et les politiciens de tenir un référendum. Luçay Maillot propose une alternative du passage en via La Montagne avec un seul tunnel d’environ 3,5 km pour relier Saint-Denis au Ruisseau Blanc, plus environ 7,5 km de voies avec des ponts en montant à 375 m.
Début 2009, la Région a admis que la nouvelle route du littoral ne comportera pas de passage sous tunnel. Celle-ci se composera d’une alternance de digues et viaducs en mer.
Début 2010, le nouveau Président du Conseil Régional a décidé d'intégrer dans le profil en travers des voies réservées aux transports collectifs.
En 2013, le préfet de La Réunion délivre l'autorisation à la Région Réunion de travailler sur le domaine public maritime. Le projet s'éclaircit : la route sera composée de deux digues de 1 et 5,7 km et d'un viaduc de 5,3 km. Le projet sera mené par les groupes Vinci, Bouygues et GTOI. Les travaux devraient coûter 1,66 milliard d'euros, ce qui ferait de cette route la plus chère au kilomètre en France. En comparaison, La Route des Tamarins avait coûté 1,3 milliard d'euros. Le chantier a démarré en 2015 et s'est achevé en 2020.
Des associations et élus de La Réunion ont exprimé leurs inquiétudes face à l'impact financier et écologique du projet. Dénonçant l'absence d'évaluation environnementale préalable à l'autorisation d'exploitation des carrières, les communes et associations locales obtiennent en 2018 l'annulation, par la Cour administrative d'appel de Bordeaux, de l'arrêté du préfet de la Réunion modifiant le Schéma départemental des carrières (SDC) qui devait permettre l'exploitation de quatre sites dédiés à la construction de la Nouvelle Route du Littoral. Le ministère de la Transition écologique du gouvernement Macron a alors formé un pourvoi en cassation dans l'optique d'annuler cette décision, et par extension de garantir l'exploitation des carrières. Le Conseil d'État a cependant estimé qu'aucun des arguments du Gouvernement n'était « de nature à permettre l'admission du pourvoi ».

### Chronologie
- Septembre 1946 : débats au Conseil général sur le plan de modernisation et d’équipement de l’île et étude d'Émile Hugot, P.-D.G. des Sucreries de Bourbon pour une route entre Saint-Denis et La Possession au bord de la falaise dominant la mer.
- Début des années 1950 : 3 solutions de l’ingénieur Marcel Cerneau. Amélioration de la route de La Montagne, création d'une route au sommet ou bien au pied de la falaise.
- 1955 : deux solutions retenues par l’ingénieur général Jean Bourgoin : haut ou bas de la falaise.
- 1957-1958 : tracé de la corniche entériné. Travaux réalisés par une entreprise malgache.
- 1963 : mise en service de la route en corniche, route à 2 voies pour les automobiles. Jusqu'en 1963, seul le chemin de fer de La Réunion franchissait la falaise, les automobiles devaient emprunter la route de La Montagne. Rapidement la route en corniche devient l'axe le plus emprunté de l'île, mais les usagers sont confrontés au problème de chutes de pierres.
- 1973 : début d'élargissement de la route à 4 voies, durée des travaux 29 mois.
- 5 mars 1976 : livraison de la 4 voies, coût 230 000 000 F.
- 1980 à nos jours : mise en place progressive de systèmes de protections, filets, potences, etc.
- 2009 : après l'ouverture de la route des Tamarins en juin, le trafic sur la route du littoral augmente de 15 %[10].
- 7 mars 2012 : décret d'Utilité Publique de la Nouvelle route du Littoral, construite partiellement sur pilotis, à l'écart de la falaise.
- 28 Août 2022 : Ouverture partielle de la Nouvelle route du Littoral sur deux voies, dans le sens Saint-Denis-La Possession.